# 7 (Part 2)
7 (Part 2) (с англ. — «7 (Часть 2)») — второй мини-альбом украинской группы Artik & Asti, выпущенный 7 февраля 2020 года лейблом Self Made.

## Тематика альбома
Главная тема всех композиций пластинки — расставание с любимым человеком.

## Синглы
7 февраля 2020 года, вместе с выходом EP, дуэт представил видеоклип на песню «Девочка, танцуй», которая впоследствии стала лид-синглом в поддержку данного мини-альбома. Режиссёром клипа выступил режиссёр Алан Бадоев.

## Критика
Алексей Мажаев, рецензент интернет-издания InterMedia, поставил альбому оценку 7,5 из 10. Самым популярным и хитовым треком из альбома, по мнению Мажаева, является «Девочка, танцуй». Алексей считает эту песню и продолжением темы «грустного дэнса», и противоречивостью ей. Вместо грустной и спокойной мелодии, играет активная и ритмичная. Алексей Мажаев отметил то, что исполнители в подходящий момент закончили альбом, ведь иначе, зритель мог заскучать и задуматься о вторичности.

### Номинации
7 (Part 2) стала «Альбомом года» по версии СберЗвука, а также попала в тройку самых прослушиваемых альбомов во ВКонтакте. Композиция «Девочка, танцуй» на данный момент номинирована на премию «Жара Music Awards».

## Список композиций
| №                   | Название            | Длительность |
| ------------------- | ------------------- | ------------ |
| 1.                  | «Последний поцелуй» | 3:12         |
| 2.                  | «Все мимо»          | 3:48         |
| 3.                  | «Чувства»           | 3:57         |
| 4.                  | «Девочка танцуй»    | 4:21         |
| 5.                  | «Обесточено»        | 3:15         |
| 6.                  | «Крылья»            | 3:30         |
| 7.                  | «Незаменимы»        | 3:27         |
| Общая длительность: | Общая длительность: | 24:10        |